# Armorial de Gelre

Armes du duché de Gueldre (de 1276 à 1379)

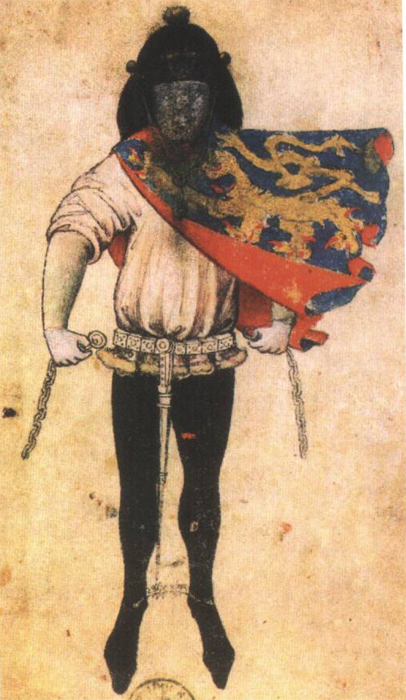
Autoportrait de Claes Heynenszoon issu de l'œuvre

L’armorial de Gueldre est probablement le recueil d'armoiries médiévales le plus connu et compte parmi les plus anciens conservés à l'état original. Il est compilé entre 1370 environ et 1414 par Claes Heynenszoon, héraut du duché de Gueldre dont il portait, dans l'exercice de sa fonction, le tabard armorié (entre 1276 et 1379, et même ensuite si sa juridiction ne s'étendait pas sur le duché de Juliers : d'azur au lion d'or couronné du même, armé et lampassé de gueules, à la queue fourchée et passée en sautoir) et le nom (à l'époque en néerlandais Gelre).

## Contenu
Le volume contient :
- les défis versifiés en 1334 au duc Jean III de Brabant, dit le Sanglier, lancés par 18 princes ligués contre lui ;
- le blasonnement en vers et les dessins des armes de 14 seigneurs tombés à la bataille de Stavoren en 1345 ;
- deux chroniques versifiées armoiriées de Brabant et de Hollande ;
- des poèmes accompagnés des armoiries de 13 chevaliers, originaires d'entre Rhin et Meuse.
- un armorial universel

L'appendice est composée de cinq parties. La première montre les armoiries des 18 princes qui lancèrent en 1334 des défis versifiés au duc Jean III de Brabant, dit le Sanglier. La seconde les armoiries de quatorze seigneurs tombés à la bataille de Stavoren en 1345. La troisième et la quatrième décrivent la généalogie des Ducs de Brabant mais ont été perdues. Enfin, la cinquième énumère les louanges des preux chevaliers.
Il comporte 1 755 blasons répartis sur 121 folios.

## Lieu de conservation
L'armorial est actuellement conservé à la Bibliothèque royale de Belgique, à Bruxelles, sous la cote ms. 15652-56.